# Zenon Jankowski
Pour les articles homonymes, voir Jankowski.
Zenon Jankowski est un cosmonaute polonais né le 22 novembre 1937.

## Biographie
Il est sélectionné le 25 novembre 1976 dans le groupe Intercosmos, groupe de "cosmonautes invités" issus de l'ancien bloc de l'Est par l'URSS.

Le 27 juin 1978, il est assigné comme doublure de son compatriote Miroslaw Hermaszewski pour le vol Soyouz 30 en direction de la station Saliout 6.

## Vols réalisés
Il ne fut plus sélectionné pour aucun vol, et quitta le service spatial le 5 juillet 1978.